# Мисс Гранд Интернешнл

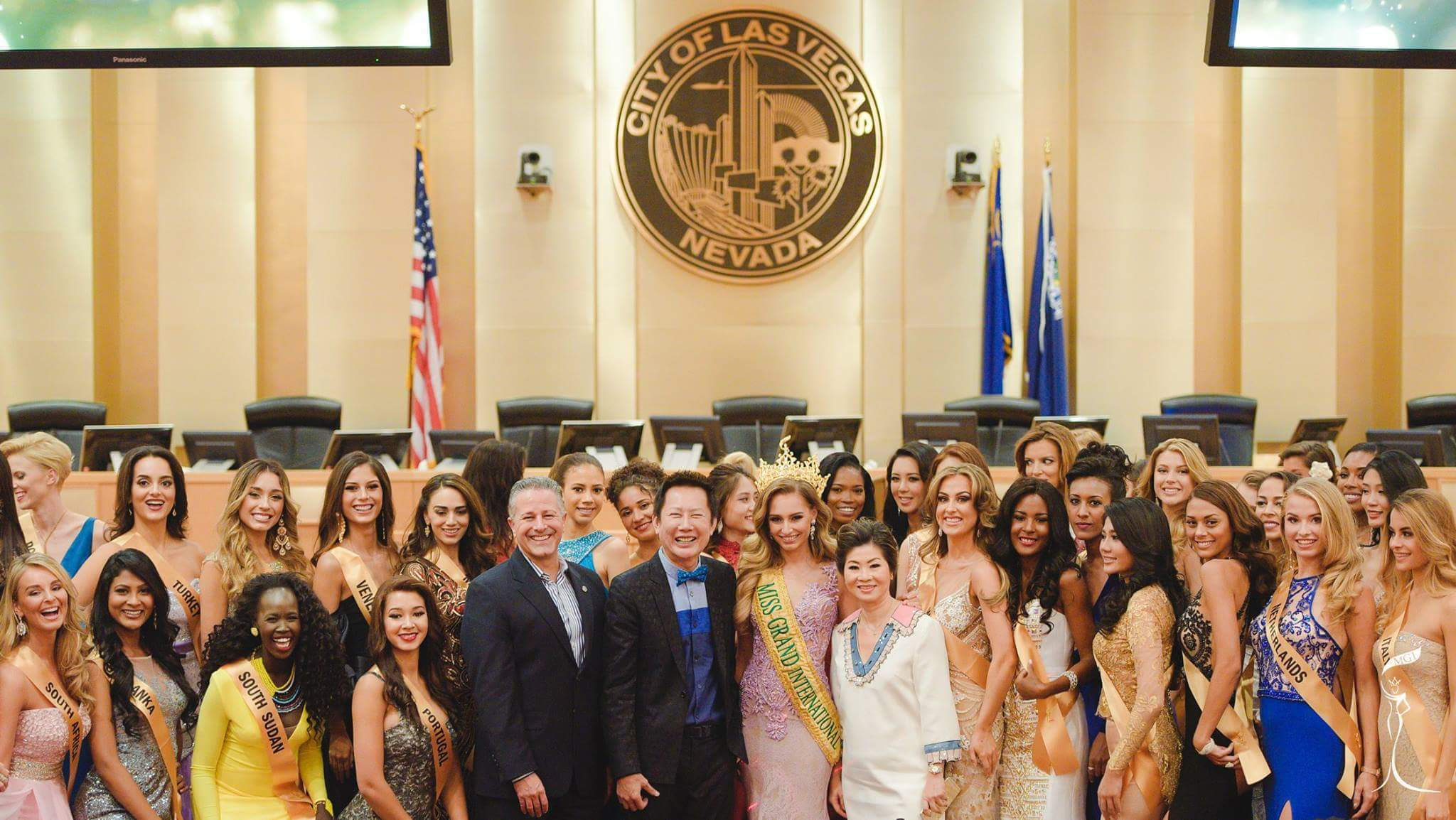
Кандидаты с Наватом Исарагрисилем, президентом Мисс Гранд Интернэшнл, на пресс-конференции в мэрии Лас-Вегаса.

Мисс Гранд Интернешнл (англ. Miss Grand International) — проводящийся ежегодно международный смотр красоты. Конкурс проводится Мисс Гранд Интернешнл Oрганизация в Таиланд с 2013 года.
С 25 октября 2024 года титул Мисс Гранд Интернешнл носит Рэйчел Джупта из Индии.

## Ведущие и художники
Вот список докладчиков, комментаторов и художников с последних выборов в Мисс Гранд Интернешнл с 2013 года.
| Год  | Дата            | Ведущие и художники                 | Ведущие и художники                 | Mесто Bыборов                                                         |
| ---- | --------------- | ----------------------------------- | ----------------------------------- | --------------------------------------------------------------------- |
| 2013 | 19 ноябрь 2013  | Паничкуль, Грег Утцада Соня Кулинг  | Тайтаниум                           | Импакт, Муанг Тонг Тани, Нонтхабури                                   |
| 2014 | 7 октября 2014  | Чантаваний, Мэтью Дине Соня Кулинг  | Чантаваний, Мэтью Дине Соня Кулинг  | Хуа Марк Mрытый Стадион, Бангкок                                      |
| 2015 | 25 октября 2015 | Чантаваний, Мэтью Дине Гарсиа, Лис  | Чантаваний, Мэтью Дине Гарсиа, Лис  | Хуа Марк Mрытый Стадион, Бангкок                                      |
| 2016 | 25 октября 2016 | Уайт, Брайан Джей                   | Уайт, Брайан Джей                   | Театр Вестгейта, Лас-Вегас, Невада                                    |
| 2017 | 25 октября 2017 | Лим, Сиань Корвелес, Николь Игнасио | Лим, Сиань Корвелес, Николь Игнасио | Конференц-центр Vinpearl, Фукуок, Вьетнам                             |
| 2018 | 25 октября 2018 | Лим, Сиань                          | Лим, Сиань                          | ОДИН развлекательный парк, Янгон, Мьянма                              |
| 2019 | 25 октября 2019 | Coса, Mария Клара Альдана, Лео      | El Encuentro                        | Полиедро де Каракас («Каракас многогранник Арен»), Каракас, Венесуэла |
| 2020 | 27 марта 2021   | Мэтью, Дин                          | Мэтью, Дин                          | Show DC Hall, Бангкок, Таиланд                                        |
| 2021 | 4 декабря 2021  | Мэтью, Дин                          | Мэтью, Дин                          | Show DC Hall, Бангкок, Таиланд                                        |
| 2022 | 25 октября 2022 | Мэтью, Дин                          | Мэтью, Дин                          | Sentul International Convention Center, Западная Ява, Индонезия       |
| 2022 | 25 октября 2022 | Мэтью, Дин                          | Мэтью, Дин                          | Sentul International Convention Center, Западная Ява, Индонезия       |
| 2023 | 25 октября 2023 | Мэтью, Дин                          | Мэтью, Дин                          | Phú Thọ Indoor Stadium, Хошимин, Вьетнам                              |
| 2024 | 25 октября 2024 | Мэтью, Дин                          | Мэтью, Дин                          | MGI Hall Bravo BKK, Бангкок, Таиланд                                  |

## Победительницы конкурса
| Год  | Победительница        | Страна                                 | Город-хозяин          | Принимающая страна | Место проведения конкурса                         | Число участниц |
| ---- | --------------------- | -------------------------------------- | --------------------- | ------------------ | ------------------------------------------------- | -------------- |
| 2013 | Жанеле Маркуз Чапарро | Пуэрто-Рико                            | Чиангмай              | Таиланд            | Импакт, Муанг Тонг Тани                           | 71             |
| 2014 | Лис Гарсия            | Куба                                   | Сукхотхай             | Таиланд            | Хуа Марк Крытый Стадион                           | 85             |
| 2015 | Анеа Гарсия           | Доминиканская Республика (Oсвобождена) | Трат & Самутсонгкхрам | Таиланд            | Хуа Марк Крытый Стадион                           | 78             |
| 2015 | Элизабет Клэр Паркер  | Австралия (Замена)                     | Трат & Самутсонгкхрам | Таиланд            | Хуа Марк Крытый Стадион                           | 78             |
| 2016 | Ариска Путри Пертиви  | Индонезия                              | Лас-Вегас             | США                | Театр Вестгейта                                   | 76             |
| 2017 | Мария Хосе Лора       | Перу                                   | Фукуок                | Вьетнам            | Конференц-центр Vinpearl                          | 77             |
| 2018 | Клара Соса            | Парагвай                               | Янгон                 | Мьянма             | ОДИН развлекательный парк                         | 75             |
| 2019 | Валентина Фигуера     | Венесуэла                              | Каракас               | Венесуэла          | Полиедро де Каракас («Каракас многогранник Арен») | 60             |
| 2020 | Абена Аппиа           | США                                    | Бангкок               | Таиланд            | Show DC Hall                                      | 63             |
| 2021 | Нгуиен Тук Туи Тьен   | Вьетнам                                | Бангкок               | Таиланд            | Show DC Hall                                      | 59             |
| 2022 | Изабелла Менин        | Бразилия                               | Западная Ява          | Индонезия          | Sentul International Convention Center            | 68             |
| 2023 | Лусиана Фастер        | Перу                                   | Хошимин               | Вьетнам            | Phú Thọ Indoor Stadium                            | 69             |
| 2024 | Рэйчел Джупта         | Индия                                  | Бангкок               | Таиланд            | Show DC Hall                                      | 68             |

Галерея

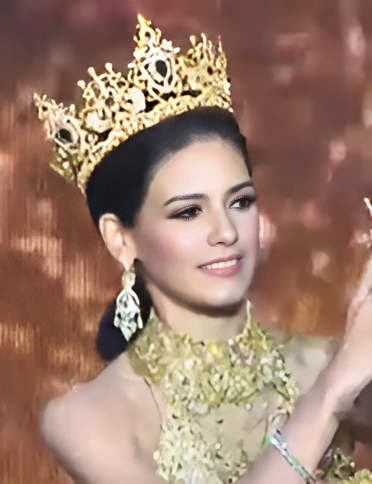
Мисс Гранд Интернешнл 2013 Жанеле Чапарро
 Пуэрто-Рико
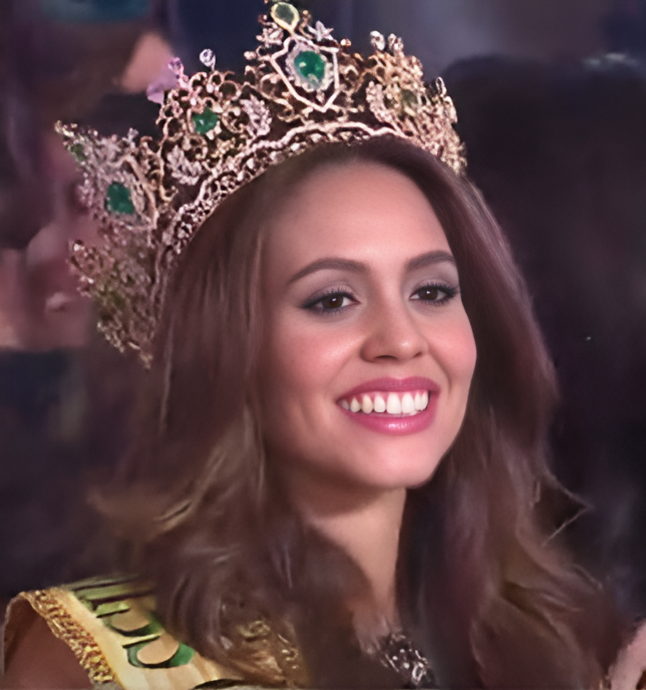
Мисс Гранд Интернешнл 2014 Лис Гарсия
 Куба
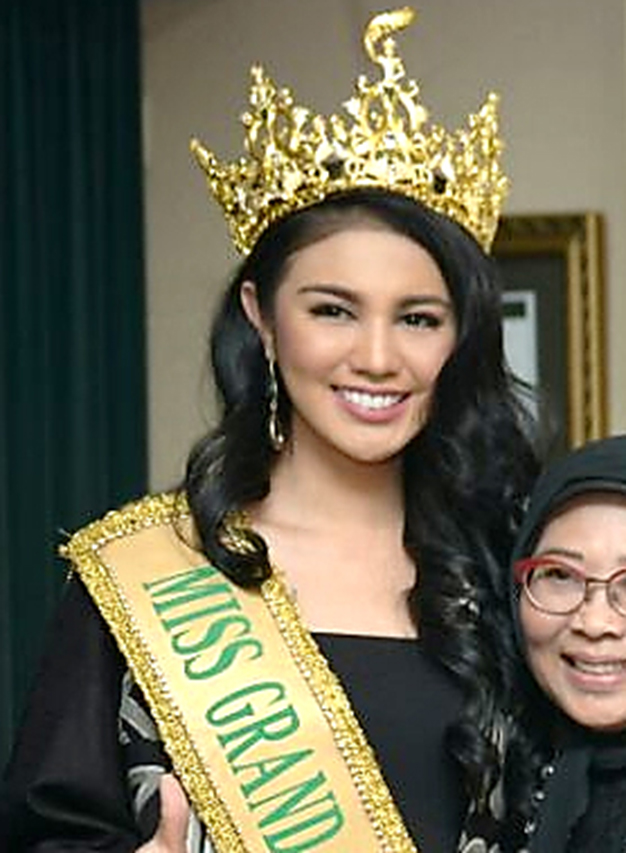
Мисс Гранд Интернешнл 2016 Ариска Путри Пертиви
 Индонезия
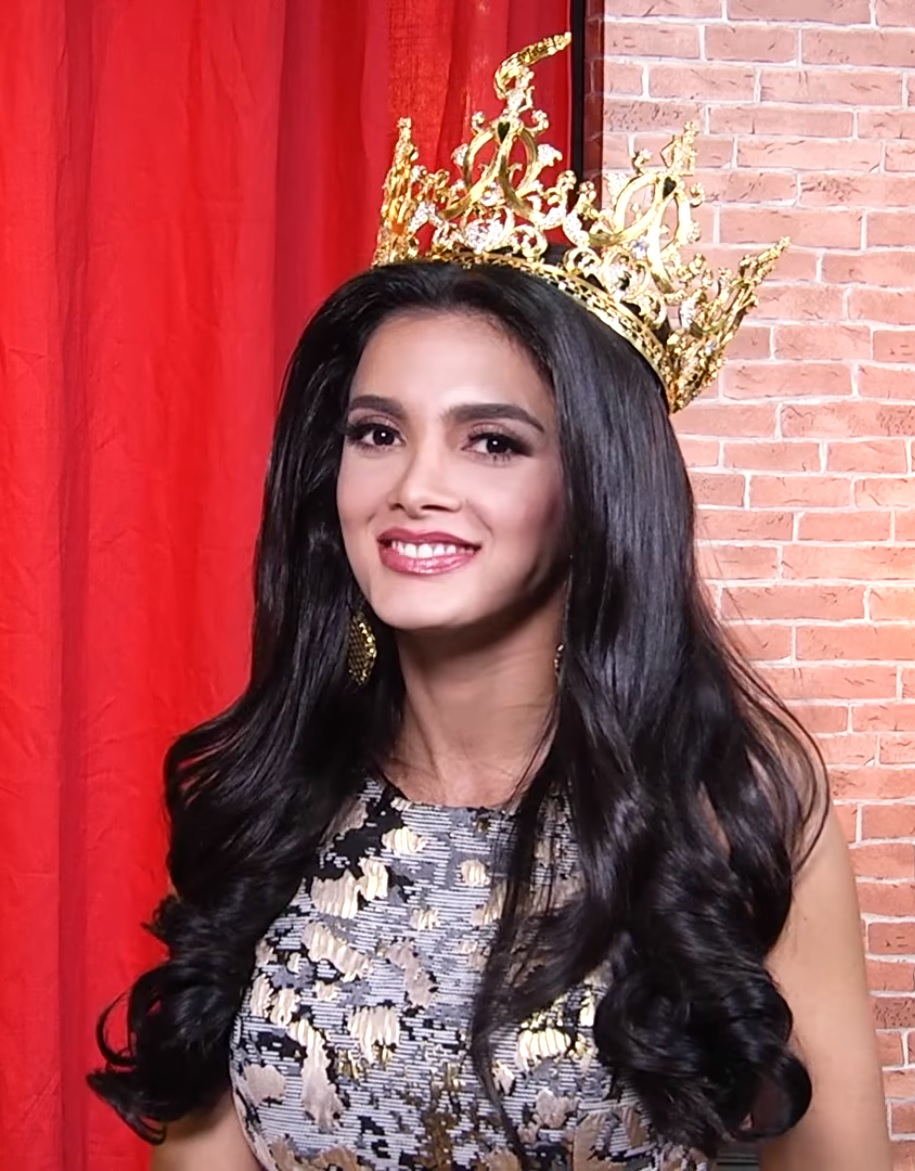
Мисс Гранд Интернешнл 2018 Клара Соса
 Парагвай
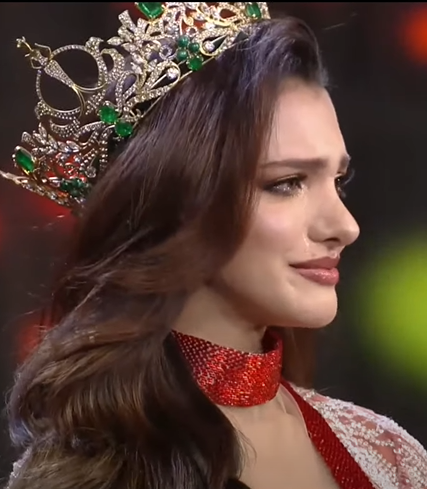
Мисс Гранд Интернешнл 2019 Валентина Фигуера Венесуэла
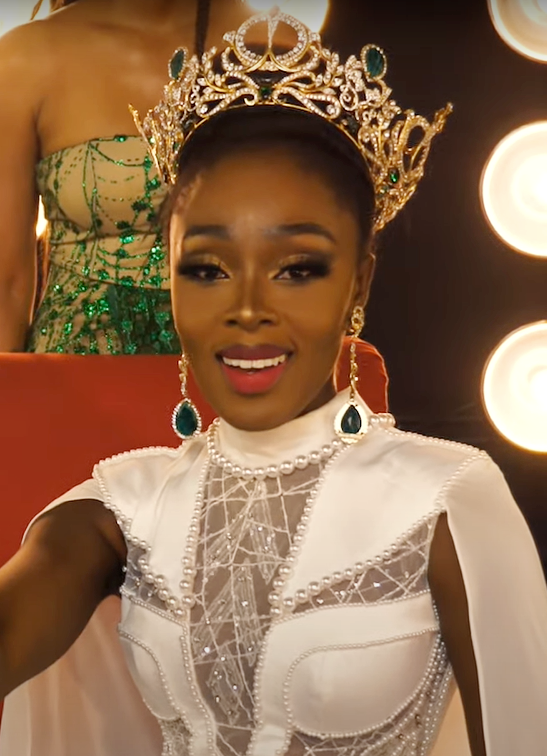
Мисс Гранд Интернешнл 2020 Абена Акуаба Аппиа
 США
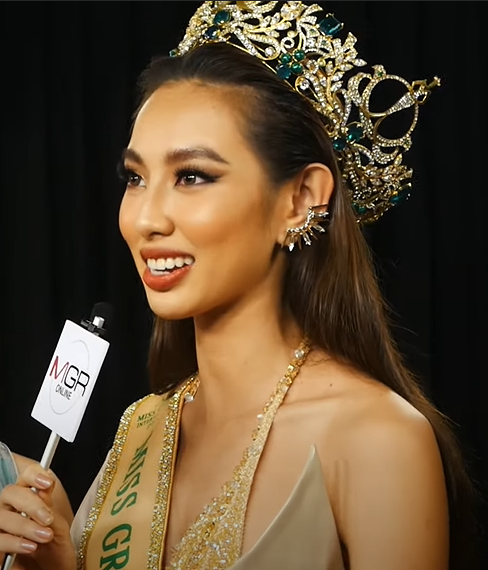
Мисс Гранд Интернешнл 2021 Нгуиен Тук Туи Тьен Вьетнам
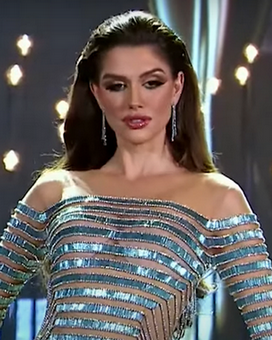
Мисс Гранд Интернешнл 2022 Изабелла Менин Бразилия

## Сортировать по Времени

### Количество побед по странам
| Количество | Страна                   | Год                |
| ---------- | ------------------------ | ------------------ |
| 2          | Перу                     | 2017, 2023         |
| 1          | Индия                    | 2024               |
| 1          | Бразилия                 | 2022               |
| 1          | Вьетнам                  | 2021               |
| 1          | США                      | 2020               |
| 1          | Венесуэла                | 2019               |
| 1          | Парагвай                 | 2018               |
| 1          | Индонезия                | 2016               |
| 1          | Австралия                | 2015 (Замена)      |
| 1          | Доминиканская Республика | 2015 (Oсвобождена) |
| 1          | Куба                     | 2014               |
| 1          | Пуэрто-Рико              | 2013               |

### Количество побед на континентах
| Континент        | Количество побед | Страны-победительницы                                |
| ---------------- | ---------------- | ---------------------------------------------------- |
| Северная Америка | 4                | Пуэрто-Рико, Куба, Доминиканская Республика, США (1) |
| Южная Америка    | 5                | Перу (2), Парагвай, Венесуэла, Бразилия (1)          |
| Европа           | 0                |                                                      |
| Азия             | 3                | Индонезия, Вьетнам, Индия (1)                        |
| Африка           | 0                |                                                      |
| Океания          | 1                | Австралия (1)                                        |

## 1—4 Вице-Мисс
| Год  | 1-я Вице-Мисс                                | 2-я Вице-Мисс                       | 3-я Вице-Мисс                        | 4-я Вице-Мисс                      |
| ---- | -------------------------------------------- | ----------------------------------- | ------------------------------------ | ---------------------------------- |
| 2013 | Доминиканская Республика — Мартинес, Чантель | Словакия — Пасеякова, Дениса        | Филиппины — Форбс, Аннали            | Австралия — Магуайр, Келли Луиза   |
| 2014 | Эфиопия — Мамо, Хиуот (Oсвобождена)          | Канада — Когут, Катґрин             | Австралия — Томпсон, Ренера          | Колумбия — Кастано Агудело, Моника |
| 2015 | Австралия — Паркер, Клэр Элизабет            | Индия — Сингх, Вартика              | Филиппины — Шах, Паруль              | Таиланд — Кунсом, Раттикорн        |
| 2016 | Филиппины — Корвелес, Николь Игнасио         | Таиланд — Малисорн, Супапорн        | Пуэрто-Рико — Андерсон, Мэдисон      | США — Леон, Мишель                 |
| 2017 | Венесуэла — Герман Феррер, Туля              | Филиппины — Кленси, Элизабет Дюрадо | Пуэрто-Рико — Хименес, Бренда Азария | Чехия — Ухлирова, Никола           |
| 2018 | Индия — Минакши Чаудхари                     | Индонезия — Надя Пурвоко            | Пуэрто-Рико — Николь Колон           | Япония — Харука Ода                |
| 2019 | Мексика — Мария Мало                         | Таиланд — Арайха Супарюрк           | Панама — Кармен Дрейтон              | Бразилия — Марджори Марселле       |
| 2020 | Филиппины — Саманта Бернардо                 | Гватемала — Ивана Бэтчелор          | Индонезия — Аурра Каришма            | Бразилия — Алаис Гедес             |
| 2021 | Эквадор — Андреа Агилера                     | Бразилия — Лорена Родригес          | Пуэрто-Рико — Вивиани Диаз Арройо    | ЮАР — Яне Ван Дам                  |
| 2022 | Таиланд — Энгфа Вараха                       | Индонезия — Андина Джули            | Венесуэла — Луйсет Матеран           | Чехия — Мариана Бекова             |
| 2023 | Мьянма — Ни Ни Лин Эйн                       | Колумбия — Мария Алехандра Лопез    | США — Стефани Мари Миранда           | Вьетнам — Ле Хоанг Фуонг           |
| 2024 | Филиппины — Кристин Джулиан Опиаза           | Мьянма — Тхэ Су Ниейн               | Франция — Сафиету Кабенгеле          | Бразилия — Талита Хартманн         |

## 5 Вице-Мисс (с 2022 года)
| Год  | 5 Вице-Мисс                       | 5 Вице-Мисс                        | 5 Вице-Мисс                    | 5 Вице-Мисс                             | 5 Вице-Мисс                             |
| ---- | --------------------------------- | ---------------------------------- | ------------------------------ | --------------------------------------- | --------------------------------------- |
| 2022 | Пуэрто-Рико — Оксана Ривера       | Филиппины — Роберта Тамондонг      | Камбоджа — Пич Вотей Сараводи  | Колумбия — Присцилла Лондоньо           | Испания — Хирисли Хименез               |
| 2023 | Таиланд — Аум Тавипорн Фингчамрат | Нидерланды — Мелисса Боттема       | Индонезия — Ритассия Веллгрейт | Доминиканская Республика — Скаркси Мари | Ангола — Евгения Дас Невес              |
| 2024 | Испания — Сюсана Медина           | Великобритания — Эми Вирания Берри | Перу — Арлетт Рухель           | Индонезия — Нова Лиана                  | Доминиканская Республика — Мария Феликс |

## Участницы из русскоязычных стран и территорий
Цветная коробка
- Год, в который участница получила корону.
- Год, в который участница стала Вице Мисс.
- Год, в который участница квалифицировалась в полуфинал.

### Россия
| Год  | Мисс Гранд Россия (Miss Grand Russia) | Возраст | Рост   | Родной город | Результат                                                                          | Предварительные конкурсы                                                           |
| ---- | ------------------------------------- | ------- | ------ | ------------ | ---------------------------------------------------------------------------------- | ---------------------------------------------------------------------------------- |
| 2024 | Рената Надршина                       | 23      |        | Уфа          |                                                                                    |                                                                                    |
| 2023 | Анастасия Волконская                  | 28      |        | Курск        | без места                                                                          | - Лучшее вечернее платье                                                           |
| 2022 | Екатерина Асташенкова                 | 24      |        | Владивосток  | без места                                                                          | - TOP 5 Мисс Популярность                                                          |
| 2021 | Алеся Семеренко                       | 27      |        | Москва       | без места                                                                          |                                                                                    |
| 2020 | Гузель Мусина                         | 22      |        | Казань       | без места                                                                          |                                                                                    |
| 2019 | Камилла Хусаинова                     | 21      | 177 cm | Казань       | без места                                                                          |                                                                                    |
| 2018 | Талия Айбедуллина                     | 22      | 175 cm | Ульяновск    | TOP 20                                                                             |                                                                                    |
| 2017 | Светлана Хохлова                      | 22      | 178 cm | Москва       | TOP 20                                                                             |                                                                                    |
| 2016 | Дарья Олеговна Зацепина               | 25      | 177 cm | Москва       | без места                                                                          |                                                                                    |
| 2015 | Ксения Розенберг                      |         |        | Омск         | Принудительно отказаться от участия в конкурсе из-за нарушения закона организации. | Принудительно отказаться от участия в конкурсе из-за нарушения закона организации. |
| 2014 | Яна Дубник                            | 22      |        | Новосибирск  | TOP 10                                                                             | - TOP 25 Лучшая в купальнике                                                       |
| 2013 | Анна Волкова                          | 21      |        | Москва       | без места                                                                          |                                                                                    |

### Крым
| Год  | Мисс Гранд Крым (Miss Grand Crimea) | Возраст | Рост | Родной город | Результат | Предварительные конкурсы |
| ---- | ----------------------------------- | ------- | ---- | ------------ | --------- | ------------------------ |
| 2022 | Юлия Павликова                      | 28      |      | Керчь        | без места |                          |
| 2020 | София Ким                           | 19      |      | Хабаровск    | без места |                          |

#### Татарстан
| Год  | Мисс Гранд Татарстан (Miss Grand Tatarstan) | Возраст | Рост   | Родной город | Результат | Предварительные конкурсы |
| ---- | ------------------------------------------- | ------- | ------ | ------------ | --------- | ------------------------ |
| 2018 | Зульфия Шарафеева                           | 24      | 180 cm | Казань       | без места |                          |
| 2017 | Айгуль Зарипова                             | 26      | 177 cm | Казань       | без места |                          |

#### Башкортостан
| Год  | Мисс Гранд Башкортостан (Miss Grand Baskortostán) | Возраст | Рост | Родной город | Результат | Предварительные конкурсы |
| ---- | ------------------------------------------------- | ------- | ---- | ------------ | --------- | ------------------------ |
| 2019 | Галина Алексеевна Лукина                          | 26      |      | Уфа          | без места |                          |

### Украина
| Год  | Мисс Гранд Украина (Miss Grand Ukraine) | Возраст | Рост   | Родной город      | Результат                                                      | Предварительные конкурсы     |
| ---- | --------------------------------------- | ------- | ------ | ----------------- | -------------------------------------------------------------- | ---------------------------- |
| 2024 | Катерина Билык                          | 28      |        | Богуслав          | Отказалась от участия в конкурсе из-за разногласий с дирекцией |                              |
| 2023 | Юлия Клименко                           | 19      |        | Киев              | TOP 20                                                         |                              |
| 2022 | Ольга Василив                           | 22      |        | Ивано-Франковск   | без места                                                      |                              |
| 2019 | Виктория Миронова                       | 24      | 178 cm | Одесса            | без места                                                      |                              |
| 2018 | Яна Лауринайчуте                        | 26      | 178 cm | Киев              | без места                                                      |                              |
| 2017 | Снижана Танчук                          | 26      | 177 cm | Львов             | TOP 10                                                         |                              |
| 2016 | Вероника Михайлович                     | 20      | 173 cm | Киев              | TOP 10                                                         |                              |
| 2015 | Анастасия Ленна                         | 24      | 175 cm | Киев              | TOP 20                                                         |                              |
| 2014 | Надя Карплюк                            | 20      | 175 cm | Волынская область | TOP 20                                                         | - TOP 25 Лучшая в купальнике |

### Беларусь
| Год  | Мисс Гранд Беларусь (Miss Grand Belarus) | Возраст | Рост   | Родной город | Результат | Предварительные конкурсы |
| ---- | ---------------------------------------- | ------- | ------ | ------------ | --------- | ------------------------ |
| 2023 | Екатерина Агапава                        | 27      |        | Мурманск     | без места |                          |
| 2022 | Марина Вязанкова                         | 28      |        | Минск        | без места |                          |
| 2020 | Полли Каннабис                           | 25      | 180 cm | Минск        | без места |                          |
| 2019 | Карина Киселева                          | 22      | 177 cm | Минск        | без места |                          |
| 2017 | Панова Марина Денисовна                  | 19      | 177 cm | Минск        | без места |                          |
| 2015 | Юлия Купер                               | 22      | 170 cm | Минск        | без места |                          |

### Эстония
| Год  | Мисс Гранд Эстония (Miss Grand Estonia) | Возраст | Рост   | Родной город | Результат | Предварительные конкурсы |
| ---- | --------------------------------------- | ------- | ------ | ------------ | --------- | ------------------------ |
| 2019 | Элиза Рандмаа                           | 19      | 172 cm | Таллин       | без места |                          |
| 2018 | Каролин Киппасто                        | 21      | 172 cm | Тарту        | без места |                          |
| 2017 | Сусанна Лехцалу                         | 24      | 177 cm | Таллин       | без места |                          |
| 2016 | Мерилин Нау                             | 22      | 168 cm | Таллин       | без места |                          |
| 2015 | Анна Лииса Виркус                       | 24      | 170 cm | Таллин       | без места |                          |
| 2014 | Мария Раджа                             | 23      | 173 cm | Таллин       | без места |                          |
| 2013 | Евгения Форкаш                          | 19      |        | Таллин       | без места |                          |

### Казахстан
| Год  | Мисс Гранд Казахстан (Miss Grand Kazakhstan) | Возраст | Рост   | Родной город | Результат | Предварительные конкурсы            |
| ---- | -------------------------------------------- | ------- | ------ | ------------ | --------- | ----------------------------------- |
| 2018 | Аим Исенгалиева                              | 23      | 173 cm | Алма-Ата     | TOP 20    |                                     |
| 2014 | Айдана Элемесова                             | 19      | 175 cm | Актау        | без места | - TOP 20 Лучший национальный костюм |
| 2013 | Юлия Колесник                                | 19      |        | Алма-Ата     | без места |                                     |

### Латвия
| Год  | Мисс Гранд Латвия (Miss Grand Latvia) | Возраст | Рост   | Родной город | Результат | Предварительные конкурсы |
| ---- | ------------------------------------- | ------- | ------ | ------------ | --------- | ------------------------ |
| 2019 | Екатерина Алексеева                   | 24      | 175 cm | Рига         | без места |                          |
| 2016 | Мелдра Розенберга                     | 20      | 175 cm | Рига         | без места |                          |
| 2013 | Кристин Ранчане                       | 24      |        | Резекне      | TOP 10    | - Лучшая в купальнике    |

### Туркменистан
| Год  | Мисс Гранд Туркменистан (Miss Grand Turkmenistan) | Возраст | Рост | Родной город | Результат | Предварительные конкурсы            |
| ---- | ------------------------------------------------- | ------- | ---- | ------------ | --------- | ----------------------------------- |
| 2013 | Наталья Васильева                                 | 23      |      | Ашхабад      | без места | - Toп 10 Лучший национальный костюм |

### Молдавия
| Год  | Мисс Гранд Молдавия (Miss Grand Moldova) | Возраст | Рост   | Родной город | Результат | Предварительные конкурсы |
| ---- | ---------------------------------------- | ------- | ------ | ------------ | --------- | ------------------------ |
| 2018 | Александра Предус                        | 27      |        | Бухарест     | без места |                          |
| 2016 | Алина Михаэла Стайку                     | 27      | 172 cm | Бричаны      | без места |                          |
| 2015 | Бьянка Михалаче                          | 19      | 173 cm | Кишинёв      | без места |                          |
| 2013 | Китороагэ Aлиона                         | 25      |        | Кишинёв      | без места |                          |

### Литва
| Год  | Мисс Гранд Литва (Miss Grand Lithuania) | Возраст | Рост   | Родной город | Результат | Предварительные конкурсы |
| ---- | --------------------------------------- | ------- | ------ | ------------ | --------- | ------------------------ |
| 2018 | Jurate Stasiunaite                      | 27      | 175 cm | Вильнюс      | без места |                          |
| 2017 | Irmina Preisegalaviciute                | 20      | 176 cm | Стамбул      | без места |                          |
| 2016 | Aista Maciulyte                         | 17      | 170 cm | Вильнюс      | без места |                          |

### Азербайджан
| Год  | Мисс Гранд Азербайджан (Miss Grand Azerbaijan) | Возраст | Рост | Родной город | Результат | Предварительные конкурсы |
| ---- | ---------------------------------------------- | ------- | ---- | ------------ | --- | --- |
| 2019 | Ровшана Сулейманова                            |         |      | Баку         | Не участвовал в международном конкурсе, так как национальный организатор не обладал лицензией Miss Grand International в Азербайджане. | Не участвовал в международном конкурсе, так как национальный организатор не обладал лицензией Miss Grand International в Азербайджане. |
| 2018 | Айша Гараева                                   |         |      | Баку         | Не соревновались | Не соревновались |

### Узбекистан
| Год  | Мисс Гранд Узбекистан (Miss Grand Uzbekistan) | Возраст | Рост | Родной город | Результат | Предварительные конкурсы |
| ---- | --------------------------------------------- | ------- | ---- | ------------ | --------- | ------------------------ |
| 2023 | Амалия Шакирова                               | 28      |      | Ташкент      | TOP 20    |                          |

## Другие страны
Эти страны никогда не отправляют кандидата на стадию Мисс Гранд Интернешнл из-за отсутствия у держателя лицензии:
- Киргизия
- Таджикистан